# Campiglossa genalis
Campiglossa genalis
 es una especie de insecto díptero del género Campiglossa, familia Tephritidae. Thomson la describió científicamente por primera vez en el año 1869.
Se encuentra en el oeste de Norteamérica. Se la ha encontrado en alrededor de 40 especies de 16 géneros de Asteraceae.